# Кадырово (Кугарчинский район)
Кадырово (баш. Ҡаҙир, Калмаково) — деревня в Кугарчинском районе Республики Башкортостан Российской Федерации. Входит в состав Волостновского сельсовета.

## География

### Географическое положение
Расстояние до:
- районного центра (Мраково): 30 км,
- центра сельсовета (Калдарово): 3 км,
- ближайшей ж/д станции (Мелеуз): 43 км.

## Население
| 2002 | 2009 | 2010 |
| ---- | ---- | ---- |
| 140  | ↘124 | ↗127 |

Национальный состав
Согласно переписи 2002 года, преобладающая национальность — башкиры (100 %).

## Известные уроженцы
- Байгускаров, Зариф Закирович (30.06.1967) — юрист, государственный деятель, депутат Государственной Думы Российской Федерации VII и VIII созывов. Государственный советник юстиции Российской Федерации 1-го класса (2007). Залуженный юрист Республики Башкортостан (2007). Почётный работник Федеральной службы судебных приставов.